# Averroismus
Als Averroismus bezeichnet man eine auf den arabischen Philosophen Averroes (Ibn Ruschd) zurückgehende Richtung in der europäischen Philosophie des Spätmittelalters und der Frühen Neuzeit. Sie erregte wegen der theologischen Konsequenzen der Auffassungen, die sie vertrat bzw. die ihr von gegnerischer Seite unterstellt wurden, großes Aufsehen. „Averroist“ ist nicht eine Selbstbezeichnung der Anhänger dieser Richtung, sondern ein von deren Gegnern in polemischer Absicht geprägter Begriff. Da Averroes und die Averroisten Aristoteliker waren, handelt es sich um eine Strömung innerhalb des Aristotelismus. 
Ein erheblicher Teil der Werke des 1198 gestorbenen Averroes war den christlichen Gelehrten seit den dreißiger Jahren des 13. Jahrhunderts zugänglich, da Michael Scotus eine Reihe von teils umfangreichen Kommentaren des arabischen Philosophen zu Schriften des Aristoteles ins Lateinische übersetzt hatte. Die Wirkung in der lateinischsprachigen Welt war gewaltig. Im Spätmittelalter pflegten die Scholastiker von Aristoteles als „dem Philosophen“ schlechthin zu sprechen und von Averroes als „dem Kommentator“ schlechthin. Mit „Averroismus“ ist aber nicht die breite Averroes-Rezeption in ihrer Gesamtheit gemeint, sondern nur eine Anzahl von theologisch und philosophisch stark umstrittenen Positionen, die nach Ansicht der Gegner des Averroismus für diese Richtung charakteristisch sind.
Obwohl Averroes der Überzeugung war, seine Lehre stehe in völligem Einklang mit dem Koran, fand seine Philosophie in der islamischen Welt im Mittelalter und in der Frühen Neuzeit wenig Widerhall. Beachtung erhielt sie jedoch bei jüdischen Gelehrten. Ausgehend von hebräischen Averroes-Übersetzungen entwickelte sich ein jüdischer Averroismus in Spanien und Südfrankreich. Zur Unterscheidung vom jüdischen wird der Averroismus lateinischsprachiger Gelehrter auch als lateinischer Averroismus bezeichnet.

## Begriffsgeschichte
Der Ausdruck „Averroist“ (lateinisch Averroista) ist erstmals 1270 in der Schrift Über die Einheit des Intellekts gegen die Averroisten (De unitate intellectus contra Averroistas) des Thomas von Aquin bezeugt. Thomas prägte ihn als Kampfbegriff, der sich gegen die so bezeichneten Personen richtete. Dabei ging es ihm aber nicht um allgemeine Polemik gegen Averroes und seine Aristoteles-Interpretation oder gegen das Vorherrschen des aristotelischen Gedankenguts in der spätmittelalterlichen Universitätswissenschaft. Alle scholastischen Gelehrten, auch die Antiaverroisten, waren in gewissem Sinne Aristoteliker, weil die Schriften des Aristoteles überall maßgebliche Lehrbücher im Universitätsbetrieb waren. Auch die Aristoteles-Kommentare des Averroes waren als grundlegend anerkannt; ihr Inhalt war größtenteils unstrittig oder galt zumindest nicht als anstößig. Der Konflikt betraf nur bestimmte Punkte in der Lehre des Averroes, die aus theologischen Gründen brisant waren. Daher galten auch stark von Averroes beeinflusste Denker nicht notwendigerweise als Averroisten, sondern nur diejenigen Philosophen, die eine oder mehrere der damals als averroistisch angeprangerten Positionen vertraten. Auch nach heutigem Sprachgebrauch sind nur die Vertreter der damals umstrittenen Lehren des Averroes so zu bezeichnen.
Der Begriff „Averroismus“ wurde erst im 19. Jahrhundert von Ernest Renan geprägt, der 1852 seine Untersuchung Averroès et l'averroïsme veröffentlichte. Die Begriffsbildung ist problematisch, da Renan zwar einzelne Lehrsätze als spezifisch averroistisch bezeichnet hat, aber kein mittelalterlicher Denker alle diese Lehrsätze gemeinsam vertrat, so dass man kaum von einer einheitlichen Lehre sprechen kann. Renan wurde vorgeworfen, er wolle „die Moderne schon im Mittelalter finden“. Da im 13. Jahrhundert die angeprangerten Lehrsätze noch nicht als Definitionsmerkmale einer spezifisch averroistischen Philosophie galten, spricht man für diese Zeit in der neueren Forschung oft – einem Vorschlag von Fernand Van Steenberghen folgend – statt von Averroismus von einem „heterodoxen“ (von der als theologisch akzeptabel geltenden Lehre abweichenden) Aristotelismus. Oft machten die Gegner der Lehrsätze nicht (oder nicht in erster Linie) Averroes für die „Irrlehren“ verantwortlich, sondern Aristoteles oder „die Araber“.
In der Forschungsliteratur ist der Begriff „politischer Averroismus“ geprägt worden. So bezeichnen manche Forscher vor allem die politische Philosophie des Marsilius von Padua. Es wird ein Zusammenhang zwischen averroistischem Gedankengut und der politischen Haltung dieses kirchenkritischen Philosophen angenommen. Man sieht eine Analogie zwischen einer averroistischen Trennung von Wissen und Glauben und dem politischen Streben nach einer Entflechtung von Staat und Kirche, und es wird geltend gemacht, die Denkform der averroistischen Intellektlehre sei auf die politische Philosophie übertragen worden. Es ist jedoch nicht gelungen, den Inhalt des „politischen Averroismus“ präzis zu bestimmen. In der neueren Forschung wird die Verwendung dieses Begriffs großenteils sehr kritisch beurteilt.

## Merkmale
Die Meinungsverschiedenheiten zwischen den Denkern, die als „Averroisten“ oder als Anhänger von „Irrlehren“ des Aristoteles oder „der Araber“ bekämpft wurden, und ihren Gegnern betrafen in erster Linie folgende „averroistische“ Positionen, die besonders umstritten waren und daher in moderner Terminologie als spezifische Merkmale des Averroismus gelten:
- die Lehre von der Einheit und Einzigkeit des Intellekts (oft ungenau als „Monopsychismus“ bezeichnet). Die Averroisten meinten, dass der Intellekt – sowohl der tätige (intellectus agens) als auch der aufnehmende, passive (intellectus possibilis) – nur ein einziger und somit in allen Menschen derselbe ist, denn er befasst sich mit Allgemeinbegriffen, Naturgesetzen und Logik, die immer und überall gleich sind. Man müsste also eigentlich nicht sagen „Dieser konkrete Mensch Sokrates erkennt etwas“, sondern „In diesem Menschen Sokrates manifestiert sich ebenso wie in allen anderen der allgemeine Intellekt, indem er eine Erkenntnis herbeiführt“. Dem tätigen Intellekt wiesen die Averroisten eine Schlüsselrolle in der Weltordnung zu; manche identifizierten ihn sogar mit Gott.
- die Bestreitung einer individuellen Unvergänglichkeit. Nach der kirchlichen Lehre ist die individuelle Seele unsterblich und das Individuum als solches für sein Verhalten vor Gott persönlich verantwortlich. Insoweit der Mensch als rationales Wesen aufgefasst wird, ist für die Steuerung seines Verhaltens der Intellekt zuständig. Wenn dieser aber – wie die Averroisten meinen – ein und derselbe ist, der in allen Menschen gleichermaßen tätig ist (soweit die körperlichen Gegebenheiten das im Einzelfall zulassen), verliert die Annahme, dass jedes Individuum persönlich vor Gott für seine Taten und Unterlassungen haftet, ihre Grundlage. Stirbt die Person, so bleibt nur der tätige Intellekt übrig, der schon vor der Zeugung dieses Menschen existiert hat. Also vergeht das Individuum als solches, und nur der allgemeine Intellekt ist unvergänglich. Somit gibt es kein persönliches Überleben des Todes und daher auch keine jenseitige Belohnung oder Strafe. Zu dieser Annahme passt die Überzeugung des Averroes, dass sich Gottes Vorsehung auf Gattungen und Arten, nicht auf einzelne Individuen bezieht. Das Schicksal der Individuen nimmt Gott gar nicht zur Kenntnis.
- die Ewigkeit der Welt. So wie Aristoteles lehrte auch Averroes, dass das physikalische Universum keinen Anfang und kein Ende in der Zeit hat. Eine Schöpfung aus dem Nichts lehnte er ab; für ihn ereignet sich Schöpfung in jedem Augenblick. Zwar meinte er, seine Auffassung sei mit der Vorstellung von Gott als Schöpfer vereinbar, doch bestand hier für christliche Gegner des Averroismus ein Widerspruch zur biblischen Schöpfungslehre und zur Eschatologie, zu der die Ankündigung eines künftigen Weltuntergangs gehört.
- Autonomie der Vernunft. Die Vernunft darf in ihrem eigenen Zuständigkeitsbereich durch nichts in ihren Folgerungen beschränkt werden, und sie ist für alles zuständig, was ihr zugänglich ist. Diese Ansicht ist nicht speziell averroistisch, wird aber im Averroismus besonders scharf formuliert.
- Die Averroisten neigten mehr oder weniger zu der Auffassung, dass das Weltgeschehen determiniert ist; zumindest erörterten sie deterministische Ideen. Averroisten verbreiteten die 1277 vom Pariser Bischof verbotene Lehre, dass der Weltenlauf sich alle 36.000 (40 mal 900) Jahre wiederhole.[5] Gegner warfen ihnen vor, ihre Annahme von der Determiniertheit des Weltgeschehens sei unvereinbar mit der Lehre vom freien Willen des Menschen. Theologisch war die Willensfreiheit sehr wichtig, denn ohne sie fehlte die Basis für eine jenseitige Belohnung oder Strafe.

## Geschichte

### Islamische Welt
In der islamischen Welt wurde Averroes im Mittelalter und in der Frühen Neuzeit wenig rezipiert. Er wurde zwar als Rechtsgelehrter geschätzt und in Nachschlagewerken als namhafter Autor angeführt, aber seine philosophischen Ideen wurden kaum beachtet oder stießen auf Ablehnung. Daher kann für die Zeit vor dem 19. Jahrhundert nicht von einem islamischen Averroismus im Sinne einer philosophischen oder theologischen Strömung gesprochen werden. Allerdings fand Averroes einzelne Leser. Zu ihnen gehörten sein unmittelbarer Schüler Ibn Ṭumlūs sowie Ibn Taimīya, Ibn Chaldūn, Ahmad ibn Mustafa Tashköprüzade (16. Jahrhundert) und Mullā Sadrā.

### Lateinischer Averroismus
Als die Werke des Averroes ab den dreißiger Jahren des 13. Jahrhunderts bekannt wurden, nahmen die christlichen Gelehrten sie zunächst unbefangen und mit großer Wertschätzung auf. Erst nach der Mitte des 13. Jahrhunderts erkannten einflussreiche Theologen die Brisanz einiger der von Averroes dargelegten aristotelischen Lehren in ihrer ganzen Tragweite. Der Franziskaner Johannes Peckham und der Dominikaner Robert Kilwardby griffen dieses theologisch problematische Gedankengut scharf an, und auch Albert der Große wandte sich gegen die averroistische Intellektlehre. 1270 verfasste Thomas von Aquin seine Kampfschrift Über die Einheit des Intellekts gegen die Averroisten (der überlieferte Titel ist allerdings möglicherweise nicht authentisch). Thomas, der selbst Aristoteliker war, übernahm damit eine wichtige Rolle im Kampf gegen die heterodoxen Aristoteliker. Sein entschiedenes Auftreten trug dazu bei, dass die als Averroisten angegriffenen Philosophen immer mehr in den Verdacht gerieten, Häretiker zu sein. Auch Roger Bacon attackierte die Averroisten heftig.
Konservative kirchliche Kreise waren ohnehin schon seit langem misstrauisch gegen die aristotelische Naturphilosophie. Das führte 1277 zur Verurteilung von 219 aristotelischen und averroistischen Thesen an der Sorbonne durch den Pariser Bischof Étienne Tempier. Dennoch gab es auch in Paris weiterhin Averroisten, die mehr oder weniger offen für ihre Ansichten eintraten, und der Streit bewegte in Frankreich und England bis tief ins 14. Jahrhundert die Gemüter. Man warf den Averroisten vor, eine „doppelte Wahrheit“ zu lehren – eine philosophische, die nach ihrer Ansicht die realen Verhältnisse beschrieb, und eine damit unvereinbare theologische, zu der sie sich nur äußerlich bekannten, da die Kirche dies vorschrieb. Zwar hat kein Averroist ausdrücklich von einer „doppelten Wahrheit“ gesprochen, aber faktisch bestand in manchen Punkten eine Diskrepanz zwischen dem, was philosophisch gelehrt wurde, und dem, was die kirchliche Glaubenslehre besagte.
Typisch für die Averroisten des 13. Jahrhunderts war ihre überschwänglich geäußerte Begeisterung für die Philosophie, die sie nicht nur als Lehre, sondern vor allem auch als Lebensweise auffassten. In der wissenschaftlichen Arbeit sahen sie den einzig naturgemäßen Sinn und Zweck des Lebens, das höchste Gut und Glück, und in den Philosophen die Elite der Menschheit, die das Menschsein auf vollkommene Weise verwirklicht. Damit knüpften sie an eine Vorstellung des Averroes an, die er im Prolog seines Kommentars zur Physik des Aristoteles geäußert hatte. Dort schrieb er, nur der Mensch, der sich mit wissenschaftlicher Theorie befasst, sei im eigentlichen Sinne Mensch, denn nur er verwirkliche die in seiner Natur als Möglichkeit angelegte Vollkommenheit, und darin bestehe für ihn die Glückseligkeit und das ewige Leben.
Als prominenteste Averroisten des 13. Jahrhunderts gelten Siger von Brabant und Boetius von Dacien. Siger berief sich allerdings mehr direkt auf Aristoteles als auf Averroes. Als radikaler Averroist trat im frühen 14. Jahrhundert Johann von Jandun hervor, der auch aus anderen Gründen mit der Kirche in offenen Konflikt geriet. Für ihn war in der Wissenschaft nur die Berufung auf die Natur und die Vernunft zulässig, die Glaubenslehren standen beziehungslos neben den philosophischen Aussagen. Johanns Zeitgenossen Thomas Wilton und Johannes Baconthorpe waren weitere führende Repräsentanten der averroistischen Ideen. Auf der Seite der Gegner profilierte sich Raimundus Lullus mit einer 1310 verfassten Schrift, in der er Lehren des Averroes als irrig erweisen wollte (Liber reprobationis aliquorum errorum Averrois).
In Italien konnte der scholastische Aristotelismus erst relativ spät – gegen Ende des 13. Jahrhunderts – Fuß fassen, und mit ihm tauchte auch averroistisches Gedankengut auf. Die aristotelische Philosophie fand dann zahlreiche Anhänger, besonders in Bologna und Padua, aber nur einige von ihnen übernahmen die averroistische Intellektlehre. Prominente Averroisten waren in Bologna Thaddäus von Parma und Angelus von Arezzo, die sich im frühen 14. Jahrhundert um die Ausarbeitung eines geschlossenen Systems bemühten.
Der italienische Averroismus hatte nicht nur die kirchliche Hierarchie zum Gegner, sondern auch wichtige Teile der humanistischen Bewegung. Die Humanisten waren zum Teil neuplatonisch und antiaristotelisch gesinnt; generell beurteilten sie die scholastische Wissenschaft, in deren Rahmen sich der Averroismus ausgebreitet hatte, sehr kritisch. Die Aristoteliker unter ihnen suchten den direkten Zugang zu den Werken des Aristoteles und misstrauten der mittelalterlichen Kommentierung, zumal da Averroes, der über keine Griechischkenntnisse verfügt hatte, sich auf arabische Übersetzungen gestützt hatte.
Die italienischen Averroisten bildeten keine homogene Gruppe. Es waren gewöhnlich weltlich gesinnte Aristoteliker, die unterschiedliche Ansichten vertraten und Averroes nicht als besondere Autorität verehrten, sondern nur in einzelnen wichtigen Fragen mehr oder weniger seine Ansichten teilten. Die in der Forschung oft gebrauchten Bezeichnungen „Paduaner Averroismus“ und „Schule von Padua“ sind daher fragwürdig. 
Auf begrenzte Zustimmung stießen averroistische Vorstellungen in Italien über das Ende des Mittelalters hinaus. 1513 verdammte das fünfte Laterankonzil die Lehre von der Einheit des Intellekts und Papst Leo X. verkündete in der Bulle Apostolici regiminis die individuelle Unsterblichkeit der Seele als verbindliches kirchliches Dogma, das an den Universitäten gelehrt werden müsse. Diese kirchliche Klarstellung lässt erkennen, dass es damals eine einflussreiche averroistische Strömung gab. Zu ihr gehörte zeitweilig Pietro Pomponazzi (1462–1525), der sich selbst ausdrücklich einen Averroisten nannte, also einen gewöhnlich von Gegnern verwendeten Ausdruck als Selbstbezeichnung übernahm. Die Intellektlehre und die Frage der Unsterblichkeit der Seele wurden noch bis ins frühe 17. Jahrhundert diskutiert. Der letzte italienische Averroist war der in Padua lehrende Professor Cesare Cremonini († 1631).

### Jüdischer Averroismus
Die jüdische Averroes-Rezeption setzte im 12. Jahrhundert mit Maimonides ein, der zumindest einen Teil des Œuvres des arabischen Philosophen kannte und zur Lektüre empfahl. Ab 1232 wurden viele Werke des Averroes ins Hebräische übersetzt, manche sogar mehrfach. Die bekanntesten Vertreter des jüdischen Averroismus waren im 13. Jahrhundert Isaak Albalag und im 14. Jahrhundert Mose Narboni (Mose von Narbonne) und Levi ben Gershon (lateinisch Gersonides). Die jüdischen Averroisten setzten sich mit der Problematik des Konflikts zwischen den Wahrheitsansprüchen der Philosophie und der Offenbarung auseinander. Dabei vertrat Isaak Albalag eine relativ radikale Variante des Averroismus. Die Haltung der beiden anderen Denker war gemäßigter.
Albalag betont den elitären Charakter der Philosophie im Gegensatz zur für die Massen bestimmten Offenbarung. Glaube und Philosophie folgen verschiedenen Wegen; wer zur Philosophie nicht befähigt ist, bleibt auf die Offenbarung angewiesen. Nachdem man die Wahrheit auf philosophischem Weg ermittelt hat, kann man sie auch in den geoffenbarten Schriften suchen und finden, indem man diese symbolisch so interpretiert, dass sich eine Übereinstimmung mit dem philosophisch Erkannten ergibt. Mose Narboni bekennt sich zu einem konsequenten Aristotelismus und sieht in Averroes den besten Aristoteles-Interpreten. Gersonides kommentiert zahlreiche Schriften des Averroes, legt aber Wert auf die Unabhängigkeit seiner eigenen philosophischen Position. 
Bis gegen Ende des 15. Jahrhunderts blieb die averroistische Strömung im Judentum Spaniens und Südfrankreichs lebendig. In Italien lehrte im späten 15. Jahrhundert Elija Delmedigo, der die Philosophie des Maimonides mit averroistischen Gedanken verband und sich als Averroes-Übersetzer (aus dem Hebräischen ins Lateinische) betätigte.